# Rossiantonita
La rossiantonita és un mineral de la classe dels sulfats. Rep el nom d'Antonio Rossi (1942-2011), professor de petrologia sedimentària a la Universitat de Mòdena i desenvolupador precoç de l'espeleologia científica a Itàlia, en reconeixement pels seus esforços constants i preciosos dedicats a l'estudi dels minerals i, especialment, dels minerals de les coves.

## Característiques
La rossiantonita és un sulfat de fórmula química Al₃(PO₄)(SO₄)₂(OH)₂(H₂O)14. Cristal·litza en el sistema triclínic.
L'exemplar que va servir per a determinar l'espècie, el que es coneix com a material tipus, es troba conservat al Museu Gemma de la Universitat de Mòdena, a Itàlia, amb el número de catàleg: 2/2012.

## Formació i jaciments
Va ser descoberta al sistema de coves d'Akopan-Dal Cin, situat al massís de Chimantá (Estat Bolívar, Veneçuela). També sembla haver estat trobada a la cova Imawarì Yeuta, a Auyán-tepui, també a l'Estat Bolívar. Aquests dos indrets són els únics de tot el planeta on ha estat descrita aquesta espècie mineral.